# Antonio Lupatelli
Pour les articles homonymes, voir Lupatelli.
Antonio Lupatelli, plus connu sous les pseudonymes de Tony Wolf et Oda Taro, né le 19 juillet 1930 à Busseto dans la province de Parme en Italie et mort le 18 mai 2018 à Crémone, est un illustrateur italien.
Son œuvre majeure est la série des Contes du joli bois.

## Biographie
Antonio Lupatelli commence sa carrière d'illustrateur en 1958 au sein de l'entreprise de dessins animés française Films Payot,.
Il travaille également sur des illustrés pour enfants pour l'entreprise britannique Fleetway et collabore avec le scénariste italien Rinaldo Dami.
Il collabore ensuite avec l'éditeur italien Fratelli Fabbri Editori à partir de 1961 puis exclusivement avec l'éditeur italien Dami Editore à partir de 1978. Chez ce dernier, il illustre notamment les Contes du joli bois de Peter Holeinone, sous son pseudonyme de Tony Wolf.
À la fin des années 80, il commence à illustrer des jeux de tarot pour Lo Scarabeo.

## Œuvres (sélection)
- Freddy Frog
- Fun in Toyland
- Jack and Jill
- Little Scooty
- Contes du joli bois, 6 albums parus aux Deux coqs d'or
  1. Les Contes du joli bois
  2. Les Gnomes
  3. Les Fées
  4. Les Géants
  5. Les Lutins
  6. Les Dragons
- Pinocchio